# ABC-Abwehrtruppen Russlands
Die Truppen zum Schutz vor radiologischen, chemischen und biologischen Bedrohungen der russischen Streitkräfte (russ.: Войска радиационной, химической и биологической защиты Вооружённых сил Российской Федерации (Войска РХБ защиты ВС РФ) sind eine Organisation, die darauf abzielt, die Verluste der Bodentruppen zu reduzieren und ihre Kampfaufgaben bei Einsätzen unter radioaktiven, chemischen und biologischen Bedingungen sicherzustellen Kontamination sowie zur Verbesserung ihrer Überlebensfähigkeit und ihres Schutzes gegen hochpräzise und andere Waffen.

## Einsatz
Im Jahr 1944 bestanden die Chemietruppen der Roten Armee aus 19 Brigaden (14 technische und fünf chemische Schutzbrigaden). Nach dem Ende des Zweiten Weltkriegs wurden die meisten von ihnen aufgelöst.
Generalmajor Wladimir Karpowitsch Pikalow (bis 1975 zum Generaloberst befördert) kommandierte von März 1968 bis Dezember 1988 die Chemietruppen des Verteidigungsministeriums. Er war verantwortlich für die Spezialeinheiten am Ort der Katastrophe im Kernkraftwerk Tschernobyl. Pikalow traf am Nachmittag des 26. April 1986 am Ort des Geschehens ein und übernahm das Kommando über die dortigen Spezialeinheiten. General Pikalow wurde später für seine dortigen Aktionen zum Helden der Sowjetunion ernannt.
Zu den 23 Brigaden der Chemischen Truppen Ende der 1980er Jahre gehörten die 1. Brigade in Shikhany-2 (Vol'sk-18), zwei Kilometer von Schichany entfernt, in der Oblast Saratow des Militärbezirks Wolga, die 2. Brigade in Teikowo im Moskauer Militärbezirk, die 3., 4., 6., 8., 11., 12., 16., 18., 19., 20., 21., 22., 23., 25., 26., 27., 28. und die 29. in Siwerskodonezk im Militärbezirk Kiew.
1992 wurden die Chemietruppen der russischen Streitkräfte in ABC-Schutztruppen umbenannt.
Am 17. Dezember 2024 wurde der Kommandant der Einheit, Generalleutnant Igor Kirillow, bei einem Bombenanschlag in Moskau getötet.

## Einheiten

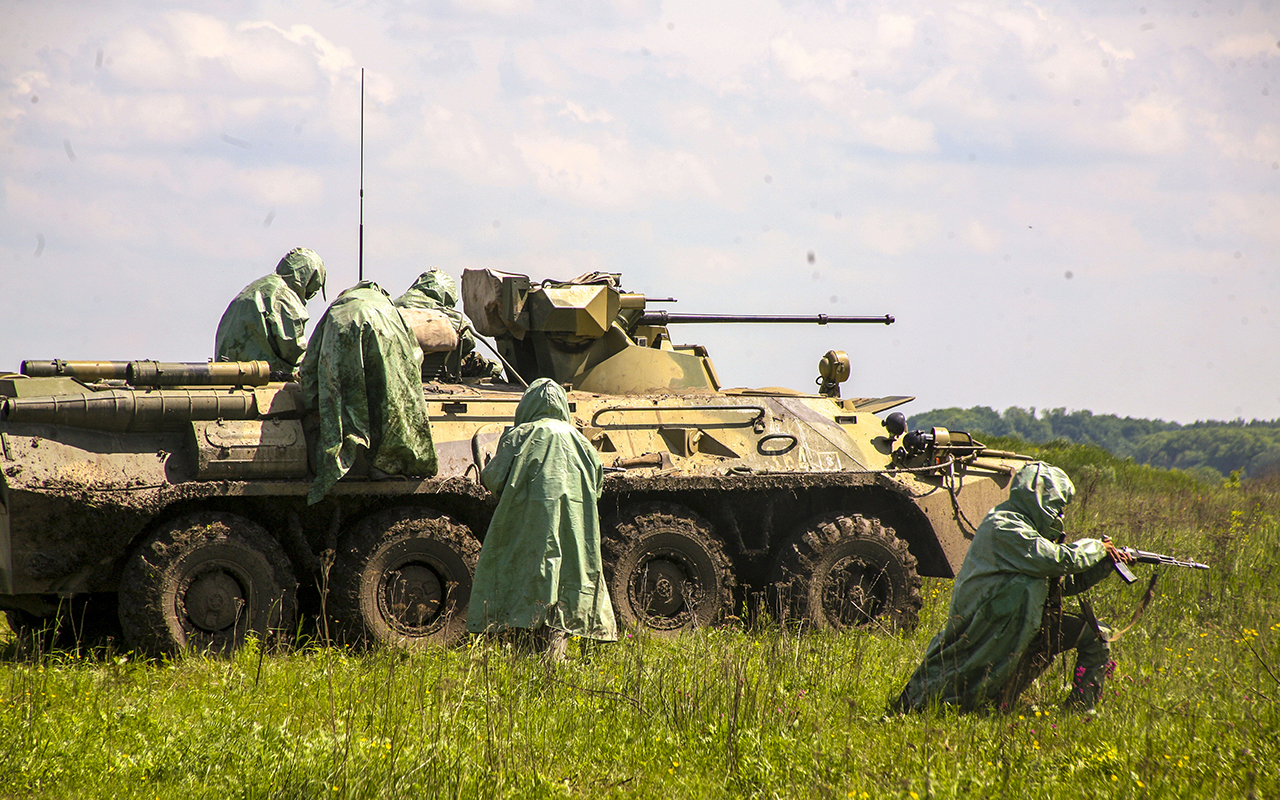
Gepanzerter Mannschaftstransportwagen BTR-82A mit Soldaten in ABC-Anzügen

- Gepanzerter Mannschaftstransportwagen BTR-82A mit Soldaten in ABC-Anzügen1. Mobile ABC-Schutzbrigade (Schikhany-2, Oblast Saratow)
- 16. ABC-Schutzbrigade (Lesozawodsk)
- 27. ABC-Schutzbrigade (Kursk)
- 28. ABC-Schutzbrigade (Kamyschin, Oblast Wolgograd)
- 29. ABC-Schutzbrigade (Jekaterinburg)
- 2. ABC-Schutzregiment (Tschapajewsk)
- 4. ABC-Schutzregiment (Sewastopol)
- 6. ABC-Schutzregiment (Sapyornoye, Oblast Leningrad, Bezirk Priozersky)
- 9. ABC-Schutzregiment (Schichany)
- Eine Wärmebehandlungsmaschine UTM-80M reinigt einen schweren Flammenwerfer MLRS TOS-1 Buratino10. ABC-Schutzregiment (Topchikha)

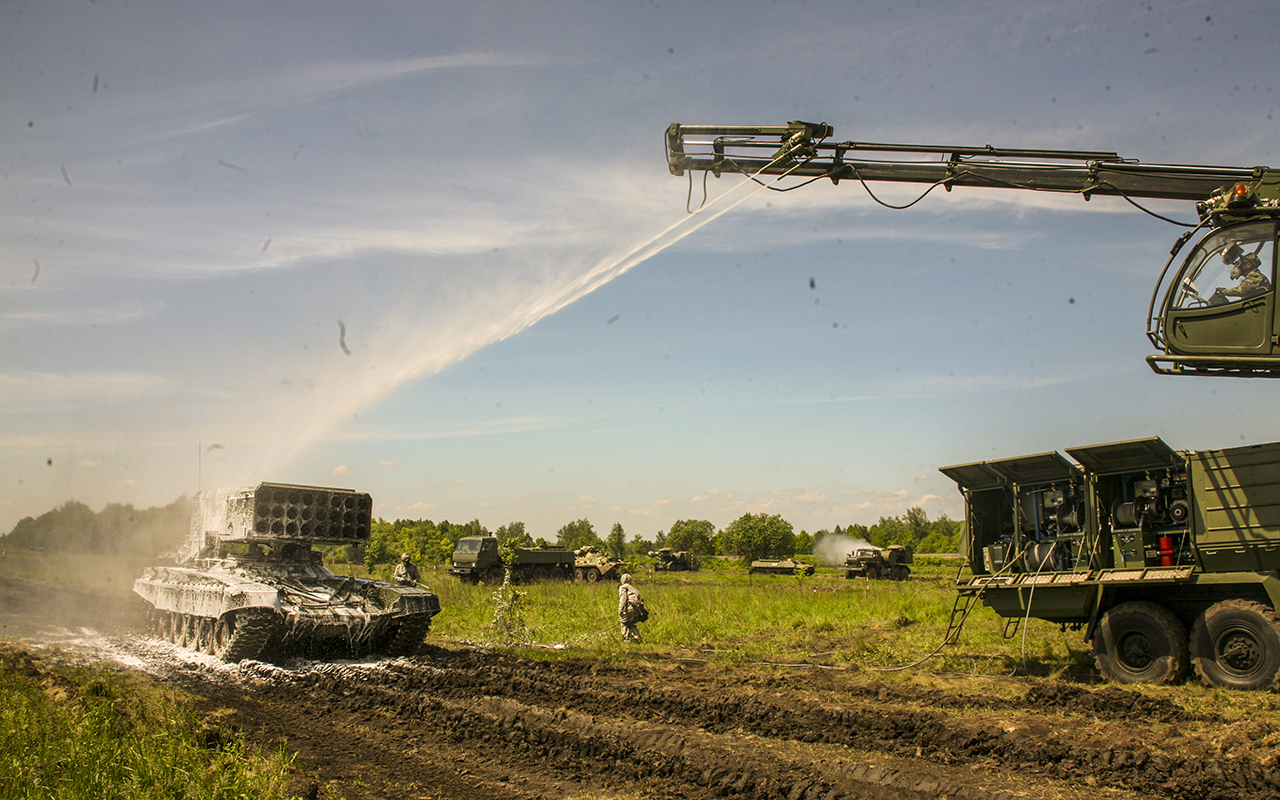
Eine Wärmebehandlungsmaschine UTM-80M reinigt einen schweren Flammenwerfer MLRS TOS-1 Buratino

- 17. ABC-Schutzregiment (Region Krasnodar)
- 19. ABC-Schutzregiment (Gorny, Transbaikalien-Region)
- 20. ABC-Schutzregiment (Zentralny, Wolodarski-Bezirk)
- 24. ABC-Schutzbataillon
- 25. ABC-Schutzregiment (Sergejewka, Pogranitschny-Bezirk)
- 26. ABC-Schutzregiment (Onochoi)
- 35. ABC-Schutzregiment (Belogorsk, Oblast Amur)
- 39. ABC-Schutzregiment (Oktjabrski, Bezirk Kalachowski, Oblast Wolgograd)
- 40. ABC-Schutzregiment (Troizkaja, Inguschetien, Republik Inguschetien)
- 70. Separates Flammenwerferbataillon (Razdolnoje, Region Primorje)

## Ausrüstung

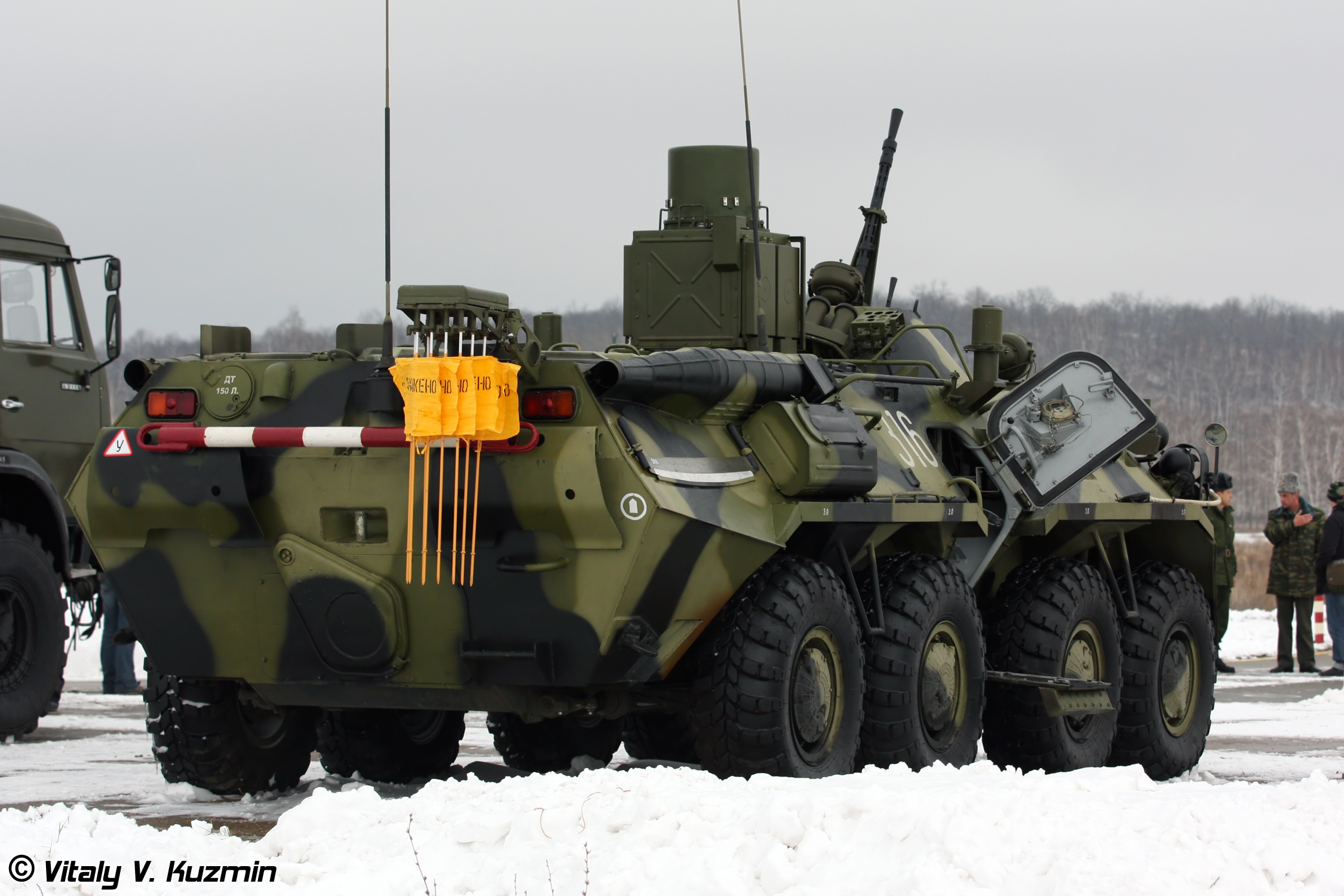
RPM-2 – radiologisches Aufklärungsfahrzeug

→ Hauptartikel: Liste von Technik und Bewaffnung der russischen Armee
Die russischen ABC-Abwehrtruppen verfügen über folgende Fahrzeuge und Waffensysteme:
| Typ        | Herkunft    | Funktion                                                           | Basis    | Version |
| ---------- | ----------- | ------------------------------------------------------------------ | -------- | ------- |
| TOS-1      | Russland    | Raketenwerfer                                                      |          | TOS-1A  |
| TOS-2      | Russland    | Raketenwerfer                                                      |          |         |
| TDA-2      | Sowjetunion | Rauchentwicklungsfahrzeug verschiedene Ausführungen                |          |         |
| TDA-3      | Russland    | Rauchentwicklungsfahrzeug                                          |          |         |
| DKW-K      | Russland    | Entgasungsfahrzeug                                                 |          |         |
| ARS-14     | Russland    | Dekontaminationsfahrzeug                                           |          |         |
| UTM-80M    | Russland    | Dekontaminationsfahrzeug                                           |          |         |
| TMS-65     | Russland    | Dekontaminationsfahrzeug                                           | Ural-375 |         |
| RChM-4     | Sowjetunion | Chemie-Aufklärungsfahrzeug                                         | BTR-80   |         |
| RChM-6     | Sowjetunion | Chemie-Aufklärungsfahrzeug                                         | BTR-80   |         |
| RPM-2      | Sowjetunion | Chemie-Aufklärungsfahrzeug                                         | BTR-80   |         |
| KDChR-1N   | Sowjetunion | Station zur Erkennung nuklearer Explosionen und chemischen Analyse | MT-LBu   |         |
| K-612-O    | Sowjetunion | Station zur Erkennung nuklearer Explosionen und chemischen Analyse |          |         |
| RAST-3K    | Russland    | Rechen- und Analysestation der ABC-Schutztruppe                    |          |         |
| PM RChBS-1 | Russland    | Mobile Reparaturwerkstatt der ABC-Schutztruppe                     |          |         |